# Vahid Namdari
Vahid Namdari (sinh ngày 26 tháng 6 năm 2000) là một cầu thủ bóng đá người Iran thi đấu ở vị trí tiền vệ for the câu lạc bộ tại Persian Gulf Pro League Esteghlal Khuzestan.